# 대만중유

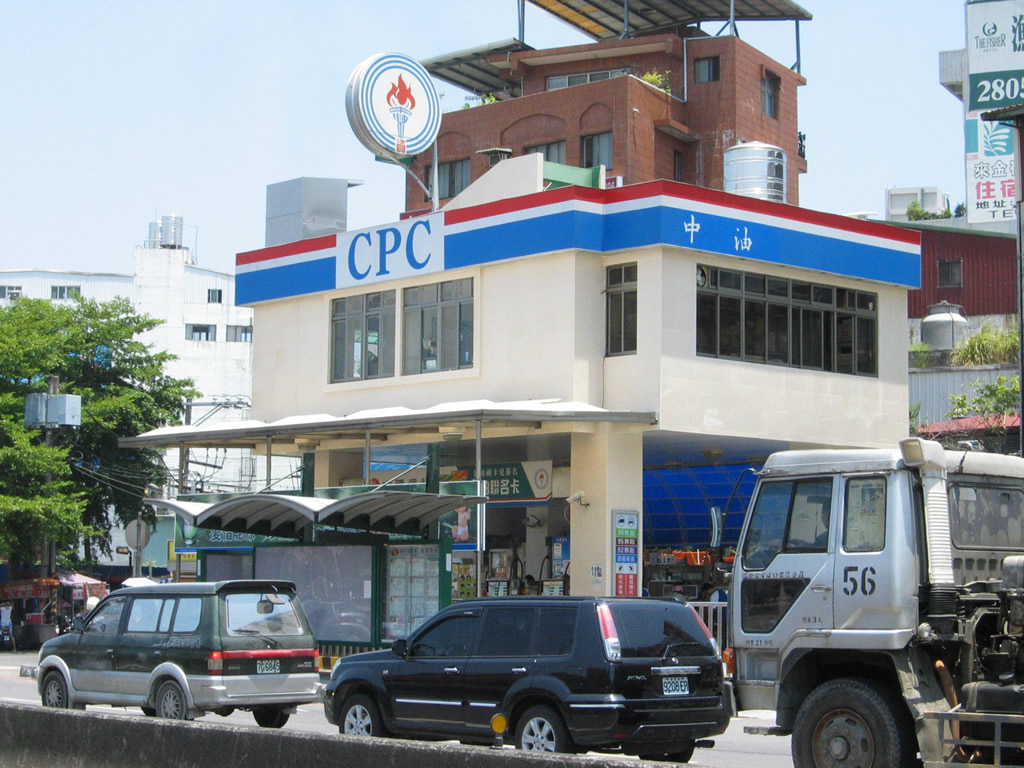
타이완중유공사가 운영하고 있는 타이베이의 한 주유소

타이완중유공사(臺灣中油公司, CPC Corporation) 또는 대만중유공사는 1946년 6월 1일에 상하이에서 설립된 중화민국의 최대 국영 석유 기업이다. 공식명칭은 타이완중유 주식유한공사(臺灣中油股份有限公司)이고, 옛 명칭은 중국석유공사(中國石油公司)였다. 약칭인 중유(中油)로도 불리고 있다.
1949년에 중화민국의 실제 영토가 타이완으로 축소됨에 따라 상하이에 있던 본사를 타이베이로 이전했다.

## 같이 보기
- 대만중유 FC
- 대만의 기업 목록
- 중화민국의 경제
- 중화민국 경제부